# Federico Moccia
Federico Moccia (Roma, 20 luglio 1963) è un regista, sceneggiatore, scrittore, autore televisivo, autore teatrale e giornalista pubblicista italiano.

## Biografia
Figlio di Giuseppe Moccia, che con lo pseudonimo di Pipolo era uno dei componenti del duo di sceneggiatori e registi conosciuto come Castellano e Pipolo, Federico muove i primi passi nel mondo dello spettacolo come aiuto regista in una delle pellicole della detta coppia, Attila flagello di Dio del 1982.
Dopo qualche anno, nel 1987, esordisce come regista, girando la commedia sportiva Palla al centro, che non ottiene particolari riscontri. Moccia inizia a lavorare per la TV; già nel 1986 è uno degli sceneggiatori della prima stagione de I ragazzi della 3ª C, che descrive l’adolescenza italiana degli anni ottanta. La serie ha un grande successo. 
Nel 1989 partecipa come regista e sceneggiatore, coadiuvando Lorenzo Castellano (figlio di Franco, sodale di suo padre Giuseppe), alla serie College, una produzione giovanile e giovanilista con Federica Moro. Nel 1988 scrive anche la sceneggiatura del cannibal movie Natura Contro, ma è in TV che in qualità di regista e autore scrive i testi di molte trasmissioni di intrattenimento, come Scommettiamo che...?, I cervelloni, Fantastica italiana, Ciao Darwin, Chi ha incastrato Peter Pan?, Domenica in e Il treno dei desideri.
Nel 1992 pubblica il suo primo romanzo, Tre metri sopra il cielo. In un primo momento, Moccia ha dei problemi nel trovare una casa editrice che sia disposta a pubblicarglielo, cosicché il libro verrà dato alle stampe, a spese dell'autore – e con una piccola tiratura – presso una piccola casa editrice romana, Il Ventaglio, e successivamente presso l’editore - sempre a pagamento e in una piccola tiratura - Capasso. Intanto, nel 1996, fa un altro tentativo nel cinema con il film Classe mista 3ª A, da lui scritto e diretto, che si avvale anche della breve partecipazione dell'amico Paolo Bonolis.
La sua attività principale continua a essere quella dell'autore televisivo, fino a quando sale all'improvviso alla ribalta nel 2004, a quarantuno anni: il suo primo romanzo, ormai fuori edizione, grazie a una diffusione amatoriale mediante il passaparola tra lo studentato dei licei romani, risale progressivamente la china, fino a divenire un vero e proprio caso editoriale dell'anno e facendo così che l'autore ne possa far pubblicare una riedizione ridotta e aggiornata alla contemporaneità presso la Feltrinelli. A seguito dell'enorme successo, ne viene realizzata una trasposizione cinematografica nel corso di quello stesso anno, per la regia di Luca Lucini, con protagonisti dei giovanissimi Riccardo Scamarcio, la cui carriera di successo prenderà il via proprio da qui, e Katy Louise Saunders. Lo stesso Moccia collabora al film come sceneggiatore.

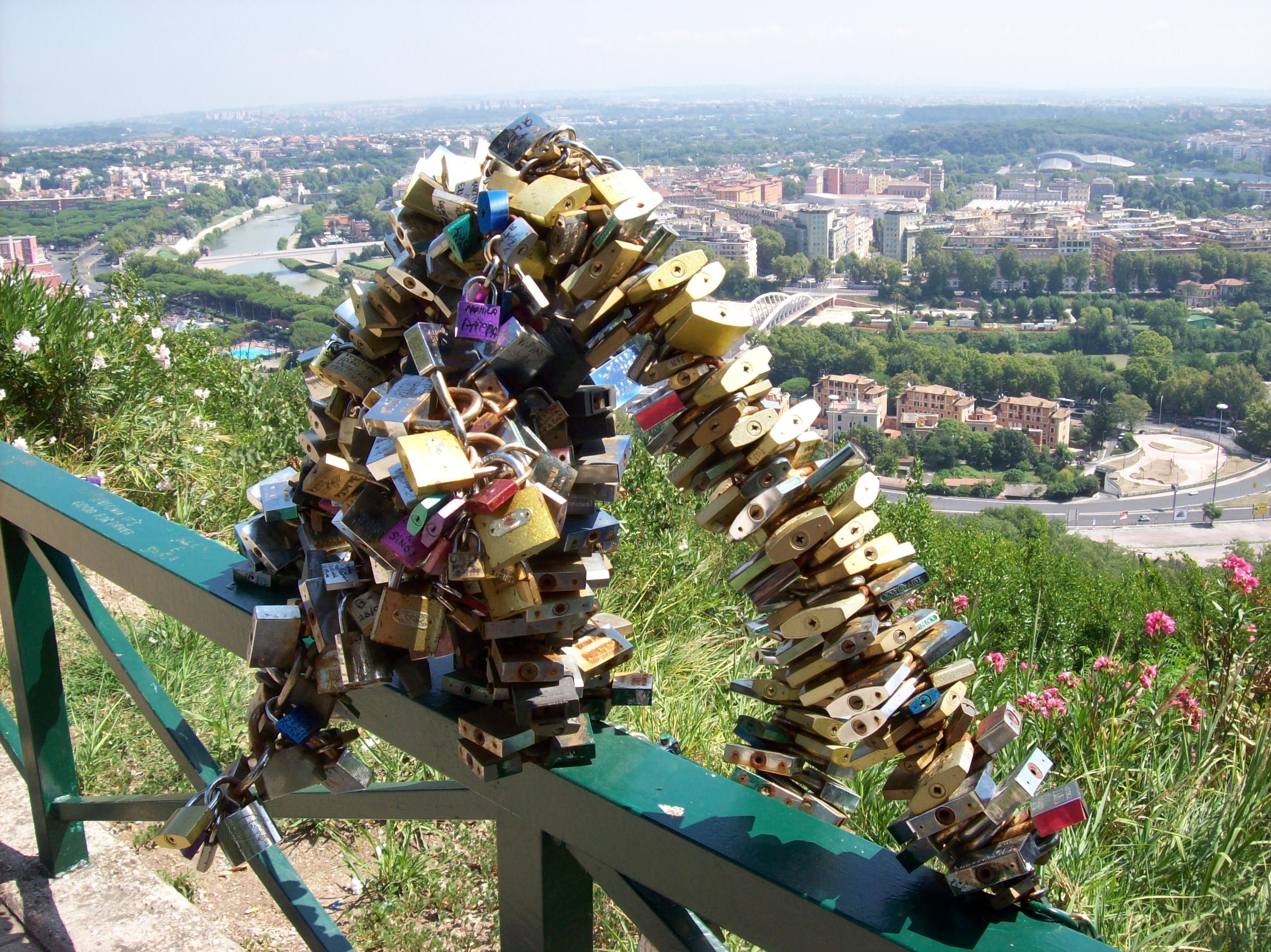
Lucchetti fissati sulla terrazza di Monte Mario in segno d'amore da giovani coppie che emulano i personaggi di Federico Moccia

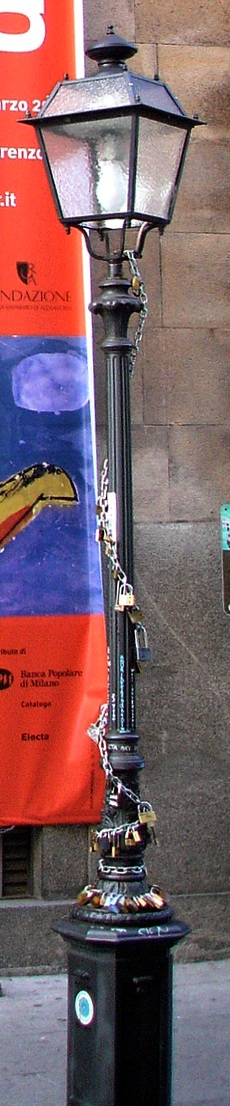
Lucchetti dell'amore su un lampione nel centro di Alessandria

Con il libro Tre metri sopra il cielo Moccia vince il Premio Torre di Castruccio, sezione Narrativa 2004 e il Premio Insula Romana, sezione Giovani Adulti 2004. Il romanzo viene venduto in tutti gli Stati d'Europa ma anche in Giappone e in Brasile. In totale il libro è stato tradotto in 16 Paesi, ha venduto 1 800 000 copie in Italia e solo in Spagna oltre 2 000 000, facendo sì che l'autore sia stato il più venduto in Spagna nel 2010 e nel 2011 (classifica Nielsen).
Il 9 febbraio 2006 esce il suo secondo romanzo, Ho voglia di te, edito da Feltrinelli, vincitore del Premio Cimitile (attualità); il romanzo è il seguito di Tre metri sopra il cielo. Anche questo romanzo diviene un film, distribuito nelle sale dal 9 marzo 2007: Ho voglia di te con protagonisti Riccardo Scamarcio e Laura Chiatti e la regia di Luis Prieto e con Federico Moccia che ancora una volta partecipa alla stesura della sceneggiatura.
La pellicola ottiene un grandissimo successo di pubblico, arrivando ad incassare ben 13 797 532 euro. È grazie a questo film che Riccardo Scamarcio diventa l'idolo delle adolescenti italiane; inoltre dal film è nato il fenomeno del lucchetto degli innamorati di Ponte Milvio: infatti in una delle scene più celebri del film, la coppia protagonista scrive i propri nomi su di un lucchetto legandolo al Ponte Milvio di Roma e buttando poi la chiave dello stesso nel Tevere, come simbolo e promessa di amore eterno; da allora Ponte Milvio è diventato meta di tutte le coppie d'innamorati, che vanno lì per attaccare il proprio lucchetto e buttare la chiave nel fiume, tanto che lo stesso viene ribattezzato "il ponte degli innamorati"; in seguito la moda del lucchetto degli innamorati si diffonde in tutta Italia e anche in molte altre parti del mondo, dalla Spagna alla Francia, dai ponti di Parigi fino a quello di Brooklyn, passando per Russia, Cina e varie parti del Sudamerica.
Nel 2006 vince il Premio letterario La Torre Isola d'Elba, che ritira a Marciana Marina. Il 17 aprile 2007 esce nelle librerie Scusa ma ti chiamo amore edito da Rizzoli, da cui è tratto l'omonimo film in sala dal 25 gennaio 2008, per la regia dello stesso Moccia, interpretato da Raoul Bova e dalla esordiente Michela Quattrociocche con un incasso di oltre 14 milioni di euro. Nello stesso 2008 dalla lavorazione del film nasce un libro pubblicato da Rizzoli: Diario di un sogno. Le fotografie, i miei appunti, le mie emozioni, dal set del film «Scusa ma ti chiamo amore».
Sempre nel 2007, il 28 maggio pubblica Cercasi Niki disperatamente, edito Rizzoli, il racconto La passeggiata (Corriere della Sera, Racconto), BUR e il 2 giugno il libro 3MSC. Emozioni e sogno. Tre metri sopra il cielo. Lo spettacolo, edito da Feltrinelli, che racconta del musical ispirato al romanzo Tre metri sopra il cielo.
Il personaggio di Moccia diviene intanto celebre ed è oggetto della serie di imitazioni realizzata da Fiorello nella trasmissione Viva Radio 2 (edizione 2006-2007) e alla Fiera internazionale del libro di Torino. Vengono anche coniati i neologismi moccioso e mocciano, per indicare i fan dello scrittore.
Il 2 ottobre 2008 esce nelle librerie il romanzo Amore 14, edito da Feltrinelli, da cui è tratto l'omonimo film, nelle sale cinematografiche dal 30 ottobre 2009, per la regia dello stesso Moccia. Il 1º luglio 2009 esce nelle librerie il seguito del romanzo Scusa ma ti chiamo amore intitolato Scusa ma ti voglio sposare, da cui verrà tratto nuovamente un film, nelle sale cinematografiche dal 12 febbraio 2010, per la regia dello stesso Moccia.
Partecipa nel 2009 e nel 2010 con l'imbarcazione Amori alla regata velica Barcolana, che si tiene annualmente a Trieste. Il 9 febbraio 2011 esce nelle librerie L'uomo che non voleva amare edito dalla Rizzoli. Il 21 marzo 2012 inaugura nel comune di Savoca un monumento in acciaio dal titolo "Comelamore", realizzato dall'artista Nino Ucchino, prima opera destinata ad accogliere i lucchetti dell'amore.
Dal 2010 tiene una rubrica settimanale sulle testate giornalistiche DiPiù e DiPiù TV (Cairo Editore). Sempre dallo stesso anno, Moccia diventa un fenomeno editoriale in Spagna, grazie al successo di vendite delle traduzioni dei suoi romanzi.
Dal 7 maggio 2012 all'11 giugno 2017, Federico Moccia ha ricoperto la carica di sindaco del comune di Rosello, in provincia di Chieti, paese di cui è originaria la moglie.
Nell'ottobre del 2012, Federico Moccia inizia le riprese del suo nuovo film dal titolo provvisorio Universitari; il film narra la storia di sei ragazzi fuori sede che si trovano a dividere un appartamento per il loro primo anno d'università. Piano piano, dopo gli scontri iniziali, questo gruppo di ragazzi diventerà una vera e propria famiglia. Il film esce nelle sale italiane, con il titolo definitivo Universitari - Molto più che amici il 26 settembre 2013.
Nel 2017 pubblica il romanzo Tre volte te, seguito di Tre metri sopra il cielo e Ho voglia di te, mentre nel 2019 esce per SEM il romanzo La ragazza di Roma Nord, in cui l'autore ha messo in atto un esperimento redazionale ed editoriale di scrittura collettiva. Attraverso l'iniziativa il "Cantiere delle storie", infatti, ha dato ai lettori le indicazioni per collaborare alla realizzazione di alcune parti dell'opera, da inserire nella trama già sviluppata dall'autore, proponendo dei testi creativi che lo stesso Moccia ha vagliato per l'inserimento. Otto di questi testi sono entrati a fare parte della narrazione del libro, dando voce ad altrettanti personaggi della storia e ai rispettivi autori. Sempre a partire dal 2019 Moccia tiene una rubrica settimanale per la testata giornalistica Quotidiano del Sud.
Nel 2020 esce il seguito de L'uomo che non voleva amare, dal titolo Semplicemente amami edito da Nord. Nel 2021 Tre metri sopra il cielo viene tradotto negli Stati Uniti con il titolo One Step to You. Nello stesso anno la piattaforma Netflix produce la serie Summertime, ispirata a Tre metri sopra il cielo. Sempre nel 2021 Federico Moccia fa il suo esordio nella narrativa per bambini, con la serie animata di avventure di Beniamina Wood, che esce prima in Spagna e successivamente in Italia e racconta di una cagnolina buffa e divertente che vive con amici e famiglia nella città di Bauville. Il primo capitolo della serie s'intitola Beniamina Wood e il mistero del Diamantosso.
Si è laureato nel 2023 in Lettere moderne (votazione 107/110) all'Università telematica "Guglielmo Marconi" con una tesi in Letteratura comparata intitolata «Due visioni comparate dell’amore: Jack London e Federico Moccia, differenze e affinità di stile, visione e ispirazione attraverso il tempo». 
Il 14 settembre 2023 ritorna al cinema con la regia e la co-sceneggiatura del film Mamma qui comando io.
Si professa cattolico.

## Romanzi
- Tre metri sopra il cielo, Milano, Feltrinelli, 2004  [1992], ISBN 88-07-84039-1.
- Ho voglia di te, Milano, Feltrinelli, 2006, ISBN 88-07-70170-7.
- Scusa ma ti chiamo amore, Milano, Rizzoli, 2007, ISBN 978-88-17-01515-8.
- Cercasi Niki disperatamente, Milano, Rizzoli, 2007, ISBN 978-88-17-01818-0.
- La passeggiata, Milano, Rizzoli, 2007, ISBN 978-88-17-01983-5.
- 3MSC. Emozioni e sogno. Tre metri sopra il cielo. Lo spettacolo, Milano, Feltrinelli, 2007, ISBN 978-88-07-42121-1.
- Diario di un sogno. Le fotografie, i miei appunti, le mie emozioni, dal set del film «Scusa ma ti chiamo amore», Milano, Rizzoli, 2008, ISBN 978-88-17-02041-1.
- Amore 14, Milano, Feltrinelli, 2008, ISBN 978-88-07-70194-8.
- Scusa ma ti voglio sposare, Milano, Rizzoli, 2009, ISBN 978-88-17-03230-8.
- L'uomo che non voleva amare, Milano, Rizzoli, 2012, ISBN 978-88-17-04714-2.
- Quell'attimo di felicità, Milano, Mondadori, 2013, ISBN 978-88-04-62979-5.
- Sei tu, Milano, Mondadori, 2014, ISBN 978-88-04-63731-8.
- Tu sei ossessione, Milano, Mondadori, 2015, ISBN 978-88-04-65417-9.
- Tre volte te, Milano, Editrice Nord, 2017, ISBN 978-88-429-2992-5.
- La ragazza di Roma Nord, Milano, Società Editrice Milanese, 2019, ISBN 978-88-93902-18-2.
- Semplicemente amami, Milano, Editrice Nord, 2020, ISBN 978-88-429-3192-8.

## Narrativa per ragazzi
- Beniamina Wood e il mistero del diamantosso, Milano, Tre60, 2021, ISBN 978-88-6702-664-7.
- Beniamina Wood e il concorso ingarbugliato, Milano, Tre60, 2022, ISBN 978-88-6702-665-4.

## Filmografia

### Regista

#### Cinema
- Palla al centro (1987)
- Classe mista 3ª A (1996)
- Scusa ma ti chiamo amore (2008)
- Amore 14 (2009)
- Scusa ma ti voglio sposare (2010)
- Universitari - Molto più che amici (2013)
- Non c'è campo (2017)[20]
- Mamma qui comando io (2023)
- Mya - Un sogno da vivere (2024)

#### Teatro
- Compagni di banco - commedia (2015)[21]
- L'ultima coppia del mondo - commedia (2021)[22]

### Sceneggiatore

#### Cinema
- Natura contro, regia di Antonio Climati (1988)
- Classe mista 3ª A, regia di Federico Moccia (1996)
- Tre metri sopra il cielo, regia di Luca Lucini (2004)
- Ho voglia di te, regia di Luis Prieto (2007)
- Scusa ma ti chiamo amore, regia di Federico Moccia (2008)
- Amore 14, regia di Federico Moccia (2009)
- Scusa ma ti voglio sposare, regia di Federico Moccia (2010)
- Universitari - Molto più che amici, regia di Federico Moccia (2013)
- East end, regia di Luca Scanferla, Giuseppe Squillaci (2016)[23]
- Non c'è campo, regia di Federico Moccia (2017)
- Mamma qui comando io, regia di Federico Moccia (2023)
- Bro, cortometraggio girato principalmente con Motorola 40 Pro (2023)[24]
- Bugie, regia di Federico Moccia (2024)[25]
- Poveri noi, regia di Fabrizio Maria Cortese (2025)

#### Televisione
- I ragazzi della 3ª C – serie TV (1987)
- Lascia o raddoppia? – (Rai Uno) (1989-1990)
- College – serie TV (1990)
- Scommettiamo che...? - (1991-1992, vincitore del Telegatto come miglior varietà televisivo dell'anno)
- Fantastico 12 – (1991)
- Grand Opening mondiale dell'Euro Disney – (1991)
- Partita del cuore – (1992)
- I cervelloni – (Rai Uno) (1994-1998)
- Telethon – (Rai Uno) (1994-1995)
- Norma e Felice – serie TV (1995-1996)
- Faccia tosta – varietà (1997)
- Domenica In – (2003-2004)
- Festival di Sanremo (Rai Uno) (2010, 2011, 2012)
- Ciao Darwin 7 – La Resurrezione (2016)
- Music (2017)
- Citofonare Rai 2 (edizioni 2021, 2022, 2023, 2024, 2025)